# Sukha
Sukha (sanskrit et pāli : bon-heur, sensation agréable, par opposition à duḥkha, souffrance, mal-heur) est un facteur de dhyāna en méditation bouddhique, il s'agit d'un bonheur associé à un état de profonde tranquillité (upekṣā). Dans les premières étapes de dhyāna, il est associé à la joie, piti, mais alors que cette dernière est une formation mentale (saṃskāra), sukha est une sensation (vedanā) aussi bien corporelle que mentale. 
Il existe deux types de sukha :
- sāmisa (pa.) : le bonheur dans la sphère des sens, avec attachement.
- nirāmisa (pa.) : le bonheur non sensuel, sans attachement. D'après plusieurs textes du Canon pāli, ce type de sukha est une condition nécessaire pour atteindre un état de concentration (samādhi)[2].